# 불새 2020
《불새 2020》은 2020년 10월 26일부터 이듬해 4월 9일까지 방영되었던 SBS 아침연속극이었다.

## 제작진

### 제작
- 삼화네트웍스 : JTBC 수목 드라마 《쌍갑포차》, SBS 월화 드라마 《낭만닥터 김사부 2》, MBN 수목 드라마 《우아한 가》, JTBC 금토 드라마 《멜로가 체질》, KBS 2TV 일일 드라마 《태양의 계절》, SBS 금토 드라마 《열혈사제》 제작

### 연출
- 이현직 : 성장느낌 18세, 자전거도둑, 그녀를 보라, SBS 특집 드라마 《백정의 딸》, SBS 주말극장 《젊은 태양》, SBS 아침연속극 《외출》, SBS 드라마 스페셜 《때려》, SBS 금요 드라마 《그 여자》, SBS 드라마 스페셜 《로비스트》 (공동 연출), SBS 월화 드라마 《타짜》 (조연출), SBS 드라마 스페셜 《산부인과》 (공동 연출), SBS 월화 드라마 《무사 백동수》 (공동 연출), SBS 주말 특별기획 드라마 《끝 없는 사랑》, SBS 아침연속극 《달콤한 원수》 연출

### 극본
- 이유진 : 영화 《폰》 (각본), MBC 월화 드라마 《불새》, SBS 주말 특별기획 드라마 《게임의 여왕》, KBS 2TV 월화 드라마 《못된 사랑》 집필
- 김시은

## 등장인물
- (†) 표시는 드라마 상에서 최종적으로 고인이 된 인물이다.

### 주요 인물
- 홍수아(이지은) : 과거 26세/현재 36세, 비상 어패럴 이 회장의 큰딸 → 라이프 헬퍼 직원 → 청그룹 브랜드 매니저 → 비상 섬유회사 대표 → 서린그룹 패션사업부 부사장 → 서린그룹 대표
- 이재우(장세훈 / 윌리엄 장) : 과거 29세/현재 39세, 가구공방 사장, 서린 그룹 전 CEO, 지은의 전 남편, 심장병 투병 중 (1회 ~ 80회)
- 서하준
  - (서정민) : 과거 29세/현재 39세, 서린 그룹 서문수 회장의 차남, 서린 그룹 이사, 지은의 남편 (20회 ~ 120회)
  - (서정인) : 과거 29세, † 정민의 일란성 쌍둥이 형, 과거 서린 그룹 본부장, 사망 후 문수에 의해 자살로 위장 (1회 ~ 19회)
- 박영린(윤미란 / 미란다) : 과거 26세/현재 36세) 역 - 백만 불 짜리 다리를 가진 모델, 세훈의 연인 (20회 ~ 80회, 110회 ~ 115회),

### 지은 가족과 주변 사람들
- 양혜진(조현숙) : 60대 초반, 지은, 영은, 고인이 된 준영의 어머니, 비상 어패럴의 전신이던 중견 섬유 회사 사주의 장녀
- 최령(이상범) : 63세, 지은, 영은, 고인이 된 준영의 아버지, 전 비상 어패럴 회장 → 기억상실증 환자 → 베스트셀러 작가 (가명 : 김정호) (1회 ~ 20회, 82회 ~ 120회)
- 김승현(조현민) : 50대 초반, 현숙의 동생, 비상 어패럴 전 상무 이사 (1회 ~ 19회, 88회 ~ 89회)
- 정서하(이영은) : 30세, 지은 여동생, 모델 지망생
- 옥지영(남복자) : 36세, 지은 친구, 홈쇼핑 방송국 팬텀 스포츠의 PD

### 세훈 가족과 주변 사람들
- 신성균(장지욱) : 과거 50대 후반, 세훈 아버지, 서린 모직 하청 공장 노동자 (1회 ~ 19회)
- 김호창(김호진) : 39세, 세훈의 친구, 서린 그룹의 고문 변호사

### 정민 가족과 주변 사람들
- 김종석(서문수) : 63세, 서린 그룹 회장, 정인과 정민의 아버지, 상범의 고등학교 동창이자 라이벌, 실족사 (1회 ~ 62회) 중도 하차
- 성현아(최명화) : 50대 초반, 문수의 후처, 현숙이 운영하던 갤러리 영의 부관장, 미란의 생모 (본명 : 백순주) (14회 ~ 115회, 120회)
- 양홍석(신아준) : 청그룹 회장의 아들, 유학 시절 정민의 룸메이트, 캐릭터 디자인 공모전 우승자 (70회 ~ 95회)
- 진미령(서희수) : 문수 누나, 서린그룹 빌딩에 입주한 COSBALL[깨진 링크(과거 내용 찾기)](매일맞춤형 화장품회사) 회장 (62회 ~ 120회)
- 박기표(대니) : 희수 아들 (62회 ~ 120회)
- 한민엽(이안) : 39세, 정민의 친구이자 복자의 유치원 동기, 광고회사 대표, 복자를 짝사랑

### 그 외 인물
- 오초희(한나경) : 36세, 고인이 된 정인의 숨겨진 여자, 영민의 어머니, 서린 그룹 합작팀 PR담당 → 비상 섬유회사 PR담당
- 김병춘(박광철) : 50대 후반, 이상범 회장의 최측근인 자금 결재부 부장 → 서린 그룹 계열사 사장 (12회 ~ 35회)
- 강성진(강진성) : 50대 후반, 사채업자, 일식당 '춘몽' 주인, 현숙의 연인 → 남편, 여진의 생부
- 유이준(여진 / 강태준) : 홈쇼핑 방송국 팬텀 스포츠의 AD, 복자의 과외 제자이자 연인, 진성의 친아들
- 진유나(김유나) : 홈쇼핑 방송국 팬텀 스포츠의 쇼 호스트, 호진의 연인
- 오아랑(최 과장) : 서린 그룹 과장 → 합작팀 일정 담당, 정민의 조력자
- 김신 : 정수호) : 세훈의 비서 → 합작팀 전력기획 담당
- 이수빈 : 강승주) : 정민의 옛 애인 (37회, 117회 ~ 118회)
- 안정호 : 한 비서) : 명화의 비서, 문수가 인수한 회사 사장의 아들
- 김혁종(김종혁) : 서울남부지방검찰청 검사장
- 임정옥(김은자) : 비상 섬유회사 과장
- 최상아(최혜선) : 비상 섬유회사 MD 디자이너, 아준의 심복 (70회 ~ 120회)
- 최민(홍 이사) : 서린 그룹 이사
- 이청미(서은주)† : 정민의 새 수행비서이자 스토커, 최명화 살인미수 사건 진범 (77회 ~ 106회, 108회 ~ 116회)
- 이천무(서정민) : 은주의 아들, 백혈병 투병 중 (83회 ~ 87회, 99회 ~ 101회, 103회 ~ 106회, 109회, 111회 ~ 115회)
- 미상(민 원장) : 기억상실증을 앓고 있는 상범을 보호하는 간호사 (82회 ~ 95회)
- 최현종(양인철) : 은주와 같은 보육원에서 자란 오빠 (94회 ~ 106회)
- 김응석(김명석) : 희수의 40년 전 첫사랑, 서린 그룹 새 CEO (98회 ~ 120회)
- 박시현(서한빛) : 지은과 정민의 쌍둥이 중 아들 (116회 ~ 120회)
- 송하린(서나래) : 지은과 정민의 쌍둥이 중 딸 (116회 ~ 120회)
- 미상(최선정) : 지은 비서 (117회 ~ 119회)
- 천담휘(경찰)

### 특별 출연
- 이아현(하이엔드 브랜드 디자이너) (38회)

## 시청률
최저 시청률과 최고 시청률은 시청률 조사회사와 지역별로 시청률에 차이가 있을 수 있습니다.
| 2020년  | 2020년    | 2020년         | 2020년       | 2020년         |
| 회차    | 방송일    | AGB 시청률     | AGB 시청률   | TNmS 시청률    |
| 회차    | 방송일    | 대한민국(전국) | 수도권(서울) | 대한민국(전국) |
| ------- | --------- | -------------- | ------------ | -------------- |
| 제1회   | 10월 26일 | 5.4%           |              | 5.2%           |
| 제2회   | 10월 27일 | 4.6%           | 5.4%         |                |
| 제3회   | 10월 28일 | 4.7%           | 7.0%         |                |
| 제4회   | 10월 29일 | 4.8%           | 4.6%         | 5.4%           |
| 제5회   | 10월 30일 | 3.4%           |              |                |
| 제6회   | 11월 2일  | 5.0%           | 5.1%         |                |
| 제7회   | 11월 3일  | 5.2%           | 5.2%         |                |
| 제8회   | 11월 4일  | 4.7%           | 5.2%         |                |
| 제9회   | 11월 5일  | 5.2%           | 5.0%         | 4.9%           |
| 제10회  | 11월 6일  | 3.9%           |              |                |
| 제10회  | 11월 6일  | 4.3%           |              |                |
| 제11회  | 11월 9일  | 5.1%           | 5.0%         |                |
| 제12회  | 11월 10일 | 4.5%           | 4.7%         |                |
| 제13회  | 11월 11일 | 4.7%           | 5.2%         |                |
| 제14회  | 11월 12일 | 5.1%           | 4.6%         | 5.4%           |
| 제15회  | 11월 13일 | 5.2%           |              |                |
| 제16회  | 11월 16일 | 4.8%           | 5.2%         |                |
| 제17회  | 11월 17일 | 4.5%           | 5.0%         |                |
| 제18회  | 11월 18일 | 4.1%           | 5.0%         |                |
| 제19회  | 11월 19일 | 4.6%           |              |                |
| 제19회  | 11월 19일 | 4.0%           |              |                |
| 제20회  | 11월 20일 | 5.0%           | 5.3%         |                |
| 제21회  | 11월 23일 | 5.5%           | 5.1%         | 5.5%           |
| 제22회  | 11월 24일 | 5.4%           | 5.1%         | 5.3%           |
| 제23회  | 11월 25일 | 4.9%           |              | 5.6%           |
| 제24회  | 11월 26일 | 5.3%           | 5.2%         | 5.7%           |
| 제25회  | 11월 27일 | 5.5%           |              | 5.6%           |
| 제26회  | 11월 30일 | 5.0%           | 6.0%         |                |
| 제27회  | 12월 1일  | 5.3%           | 5.6%         |                |
| 제28회  | 12월 2일  | 5.1%           | 5.4%         |                |
| 제29회  | 12월 3일  | 5.7%           | 5.3%         | 6.2%           |
| 제30회  | 12월 4일  | 5.1%           |              | 5.6%           |
| 제31회  | 12월 7일  | 5.4%           | 5.2%         |                |
| 제32회  | 12월 8일  | 5.1%           | 5.7%         |                |
| 제33회  | 12월 9일  | 5.8%           | 5.5%         | 5.1%           |
| 제34회  | 12월 10일 | 5.9%           | 5.6%         | 5.3%           |
| 제35회  | 12월 11일 | 5.3%           | 4.9%         | 5.9%           |
| 제36회  | 12월 14일 | 5.4%           |              | 5.8%           |
| 제37회  | 12월 15일 | 5.9%           | 5.4%         |                |
| 제38회  | 12월 16일 | 5.5%           | 5.4%         |                |
| 제39회  | 12월 17일 | 5.8%           | 5.4%         | 5.6%           |
| 제40회  | 12월 18일 | 5.8%           | 5.8%         | 5.4%           |
| 제41회  | 12월 21일 | 5.9%           | 5.9%         | 5.5%           |
| 제42회  | 12월 22일 | 5.7%           |              | 5.6%           |
| 제43회  | 12월 23일 | 5.0%           | 5.2%         |                |
| 제44회  | 12월 24일 | 5.5%           | 5.0%         | 5.8%           |
| 제45회  | 12월 25일 | 5.0%           | 4.8%         | 5.6%           |
| 제46회  | 12월 28일 | 5.7%           |              | 5.4%           |
| 제47회  | 12월 29일 | 5.6%           | 5.6%         |                |
| 제48회  | 12월 30일 | 5.5%           | 5.7%         |                |
| 제49회  | 12월 31일 | 6.4%           | 6.3%         | 6.3%           |
| 2021년  |           |                |              |                |
| 제50회  | 1월 1일   | 4.2%           |              |                |
| 제51회  | 1월 4일   | 5.8%           | 6.9%         |                |
| 제52회  | 1월 5일   | 5.8%           | 6.1%         |                |
| 제53회  | 1월 6일   | 5.4%           | 5.9%         |                |
| 제54회  | 1월 7일   | 6.1%           | 6.0%         |                |
| 제55회  | 1월 8일   | 6.2%           | 6.3%         |                |
| 제56회  | 1월 11일  | 5.7%           | 6.6%         |                |
| 제57회  | 1월 12일  | 5.9%           | 6.0%         |                |
| 제58회  | 1월 13일  | 5.3%           | 5.7%         |                |
| 제59회  | 1월 14일  | 6.2%           | 6.2%         | 5.5%           |
| 제60회  | 1월 15일  | 5.3%           |              | 6.1%           |
| 제61회  | 1월 18일  | 5.4%           | 6.2%         |                |
| 제62회  | 1월 19일  | 6.5%           | 6.4%         | 6.3%           |
| 제63회  | 1월 20일  | 6.0%           | 5.8%         | 5.4%           |
| 제64회  | 1월 21일  | 5.5%           | 5.1%         | 6.0%           |
| 제65회  | 1월 22일  | 5.7%           |              | 5.5%           |
| 제66회  | 1월 25일  | 5.7%           | 5.2%         | 5.8%           |
| 제67회  | 1월 26일  | 6.1%           |              | 6.3%           |
| 제68회  | 1월 27일  | 5.1%           | 5.9%         |                |
| 제69회  | 1월 28일  | 6.5%           | 6.3%         | 6.0%           |
| 제70회  | 1월 29일  | 5.7%           | 5.5%         | 5.8%           |
| 제71회  | 2월 1일   | 5.4%           |              | 5.8%           |
| 제72회  | 2월 2일   | 5.6%           | 5.9%         |                |
| 제73회  | 2월 3일   | 5.5%           | 5.2%         | 5.7%           |
| 제74회  | 2월 4일   | 5.7%           | 5.1%         | 5.9%           |
| 제75회  | 2월 5일   | 5.0%           |              | 5.8%           |
| 제76회  | 2월 8일   | 5.1%           | 6.0%         |                |
| 제77회  | 2월 9일   | 5.3%           | 5.5%         |                |
| 제78회  | 2월 10일  | 4.9%           | 4.8%         |                |
| 제79회  | 2월 11일  | 4.7%           |              |                |
| 제80회  | 2월 12일  | 2.8%           |              |                |
| 제81회  | 2월 15일  | 5.8%           | 5.6%         |                |
| 제82회  | 2월 16일  | 5.3%           | 5.4%         |                |
| 제83회  | 2월 17일  | 5.2%           | 4.8%         | 4.9%           |
| 제84회  | 2월 18일  | 5.7%           | 5.6%         | 5.8%           |
| 제85회  | 2월 19일  | 5.4%           | 5.3%         | 5.5%           |
| 제86회  | 2월 22일  | 5.1%           |              |                |
| 제87회  | 2월 23일  | 5.1%           | 5.1%         |                |
| 제88회  | 2월 24일  | 4.8%           | 4.6%         |                |
| 제89회  | 2월 25일  | 5.5%           | 5.4%         | 4.8%           |
| 제90회  | 2월 26일  | 3.7%           |              |                |
| 제91회  | 3월 1일   | 5.0%           |              |                |
| 제92회  | 3월 2일   | 5.5%           | 5.4%         |                |
| 제93회  | 3월 3일   | 5.2%           | 5.3%         |                |
| 제94회  | 3월 4일   | 5.9%           | 5.3%         | 5.9%           |
| 제95회  | 3월 5일   | 5.3%           |              | 5.4%           |
| 제96회  | 3월 8일   | 5.1%           | 4.7%         |                |
| 제97회  | 3월 9일   | 5.9%           | 5.4%         | 5.2%           |
| 제98회  | 3월 10일  | 5.3%           | 5.3%         | 5.2%           |
| 제99회  | 3월 11일  | 5.4%           | 5.1%         | 5.1%           |
| 제100회 | 3월 12일  | 5.2%           |              | 5.7%           |
| 제101회 | 3월 15일  | 4.6%           |              |                |
| 제102회 | 3월 16일  | 5.5%           | 5.5%         | 5.7%           |
| 제103회 | 3월 17일  | 4.8%           |              | 5.2%           |
| 제104회 | 3월 18일  | 5.4%           | 5.1%         | 5.5%           |
| 제105회 | 3월 19일  | 5.8%           | 5.6%         | 6.4%           |
| 제106회 | 3월 22일  | 5.2%           |              | 6.2%           |
| 제107회 | 3월 23일  | 5.4%           | 5.5%         | 5.7%           |
| 제108회 | 3월 24일  | 5.0%           | 4.9%         | 5.7%           |
| 제109회 | 3월 25일  | 5.4%           | 5.6%         | 5.5%           |
| 제110회 | 3월 26일  | 5.2%           | 4.9%         | 6.1%           |
| 제111회 | 3월 29일  | 5.8%           |              | 6.3%           |
| 제112회 | 3월 30일  | 5.9%           | 5.6%         | 6.4%           |
| 제113회 | 3월 31일  | 5.8%           | 5.5%         | 6.3%           |
| 제114회 | 4월 1일   | 5.7%           | 5.4%         | 6.3%           |
| 제115회 | 4월 2일   | 6.5%           | 5.9%         | 6.5%           |
| 제116회 | 4월 5일   | 5.9%           | 5.8%         | 6.2%           |
| 제117회 | 4월 6일   | 5.3%           |              | 5.9%           |
| 제118회 | 4월 7일   | 5.4%           | 5.2%         | 4.8%           |
| 제119회 | 4월 8일   | 5.5%           | 5.4%         | 5.9%           |
| 제120회 | 4월 9일   | 5.7%           | 5.7%         | 5.5%           |

## 수상 및 후보
| 연도 | 시상식       | 부문                                  | 수상자 | 결과 |
| ---- | ------------ | ------------------------------------- | ------ | ---- |
| 2020 | SBS 연기대상 | 중·장편 드라마 부문 남자 최우수연기상 | 이재우 | 후보 |
| 2020 | SBS 연기대상 | 중·장편 드라마 부문 여자 최우수연기상 | 홍수아 | 후보 |

## OST
- Part.1 박지용 (허니지) - 너의 이름을 불러봐 (2020.11.04 발매)
- Part.2 기현 - 다시 우리 만날 수 있을까 (2020.11.12 발매)
- Part.3 적우 - 시선 (2021.01.05 발매)
- Part.4 DooBoo, 진철 (라운드어바웃) - 아름답던날들..그리고 우리들 (2021.01.11 발매)
- Part.5 김민울 - 사랑이 이렇게 떠나가네요 (2021.01.19 발매)
- Part.6 한가빈 - 정처없이 떠도는 이 마음 (2021.01.25 발매)
- Part.7 리디아 (Lydia) - 답답한 마음 (2021.02.01 발매)
- Part.8 문송희 - 내 손 잡아요 (2021.02.08 발매)
- Part.9 다무 (Damu) - 그릴 수 없는 너 (2021.02.15 발매)
- Part.10 열두달 (12DAL) - 서로 사랑했던 그날이 (2021.02.22 발매)
- Part.11 홍수아, 박정민 - Destiny (2021.03.01 발매)
- Part.12 모닝커피 (Morning Coffee) - 너의 기억 우리 추억 (2021.03.08 발매)
- Part.13 나은설 - 오늘까지만 (2021.03.15 발매)
- Part.14 체리베리 (CherryBerry) - 매일 I love you (2021.03.22 발매)
- Part.15 에스프레소 - 아직도 생각나 (feat. 은채) (2021.03.29 발매)
- Part.16 정민혁, 나경 - 모든 순간이 행복해 (2021.04.05 발매)

## 참고 사항
- 이현직 PD의 전작 《달콤한 원수》에 출연했던 이재우, 박영린, 옥지영, 김호창, 최령, 이청미가 PD와의 인연으로 해당 작품에 출연하였다.
- 이유진 작가가 원작 MBC 월화 드라마 《불새》에 이어 리메이크작인 해당 작품의 집필을 맡았다.
- 박영린은 《당신의 여자》, 《달콤한 원수》에 이어 세 번째로 SBS 아침연속극의 악역을 맡았다.
- 2021년 1월, 이유진 작가는 대본 일정, 후반부 전개 방향성을 두고 제작진과 대립한 끝에 하차를 결정하였다.[3] 제작진은 내부에 이 작가의 하차를 공식화하며, 신인 작가인 김시은 작가를 투입시켰다. 그러나 하차 기사가 보도된 지 하루 만에 제작진과 이유진 작가는 가까스로 갈등을 풀었고 남은 회차에 협력하며 최선을 다하기로 결정했다.[4] 또한, 남은 회차는 이유진, 김시은 작가가 공동 집필하기로 결정되었다.
- 이 과정에서 제작진은 진미령, 박기표, 양홍석, 이청미 등 새로운 배우들을 투입하며 극 분위기를 쇄신하고자 하였다. 이들의 투입과 함께 80회에 남자 주인공이었던 이재우와 박영린이 치료를 위해 미국에 간다는 설정으로 공식 발표 없이 극에서 빠졌다. 박영린은 종영 직전인 110회부터 115회까지 재출연하였으나, 이재우는 마지막회까지 모습을 드러내지 않았다. 또한 82회부터, 원작에서는 초반에 교통사고로 인해 사망 처리되었던 이상범 역의 최령이 기억상실증에 걸린 채 살아있다는 설정으로 재투입되었다.
- 패션 브랜드 '안전지대'의 박기표 대표가 오디션을 통해 대니 역에 캐스팅되어 62회부터 합류하였다.[5]
- 박광철 역의 김병춘이 2020년 12월 22일 코로나 19 확진 판정을 받았으나, 2020년 11월 28일 마지막 촬영을 마친 후 촬영장에 방문한 적은 없어 드라마 진행에 차질을 빚지는 않았다.[6] 김병춘은 그 이후 재출연하지 않았다.
- 가수 진미령은 극중 서희수 역으로 66회부터 전격 합류 하였다.

## 같이 보기
- 대한민국의 텔레비전 드라마 목록 (ㅂ)
- 2020년 대한민국의 텔레비전 드라마 목록
- 불새 (2004년)